# Manuel Pereiro Rey
Manuel Pereiro Rey (Santiago de Compostela, 5 de julio de 1832 – Orense, 16 de junio de 1901) fue un comerciante y banquero español.

## Biografía
A pesar de haber nacido en Santiago de Compostela, desarrolló la mayoría de su actividad económica en la ciudad de Orense, donde se afincó definitivamente tras su matrimonio con Avelina Romero Pérez, perteneciente a una influyente familia local, entre los que destacan los Pérez Bobo.
Alineado en las filas del partido conservador, fue alcalde de Orense varias veces.